# You Make It Feel Like Christmas
You Make It Feel Like Christmas é o quarto álbum de estúdio e primeiro de Natal da cantora norte-americana Gwen Stefani, lançado a 6 de outubro de 2017 através da editora Interscope Records. O disco foi produzido por Stefani e Busbee, com produção adicional de Eric Valentine. A versão padrão contém doze faixas, com seis canções originais escritas por Stefani, Busbee e Justin Tranter, e seis versões de músicas populares natalícias. As sessões de gravação aconteceram nos meses de verão de 2017, após a cantora ter referido que se sentiu inspirada a desenvolver o projeto após um passeio ao ar livre em Oklahoma, cidade nativa do seu namorado Blake Shelton. A sua promoção arrancou com o lançamento da faixa-título como single, um dueto com Shelton, a 22 de setembro de 2017.

## Alinhamento
Todas as canções produzidas por Busbee e Eric Valentine.
| N.º            | Título                                                | Duração |  |
| 1.             | "Jingle Bells"                                        | 2:58    |  |
| 2.             | "Let It Snow"                                         | 2:15    |  |
| 3.             | "My Gift Is You"                                      | 2:51    |  |
| 4.             | "Silent Night"                                        | 3:15    |  |
| 5.             | "When I Was a Little Girl"                            | 3:29    |  |
| 6.             | "Last Christmas"                                      | 4:39    |  |
| 7.             | "You Make It Feel Like Christmas" (com Blake Shelton) | 2:37    |  |
| 8.             | "Under the Christmas Lights"                          | 2:50    |  |
| 9.             | "Santa Baby"                                          | 2:54    |  |
| 10.            | "White Christmas"                                     | 3:08    |  |
| 11.            | "Never Kissed Anyone with Blue Eyes Before You"       | 3:03    |  |
| 12.            | "Christmas Eve"                                       | 3:19    |  |
| Duração total: | Duração total:                                        | 37:18   |  |

| Faixas bónus da edição deluxe |                                   |         |  |
| N.º                           | Título                            | Duração |  |
| 13.                           | "Santa Claus Is Coming to Town"   | 2:58    |  |
| 14.                           | "Cheer for the Elves"             | 3:06    |  |
| 15.                           | "Secret Santa"                    | 3:26    |  |
| 16.                           | "Winter Wonderland"               | 2:37    |  |
| 17.                           | "Feliz Navidad" (com Mon Laferte) | 2:43    |  |
| Duração total:                | Duração total:                    | 52:08   |  |

Notas:
- "Never Kissed Anyone with Blue Eyes Before You" sofreu alteração no título para "Never Kissed Anyone with Blue Eyes" na edição deluxe do álbum.

## Desempenho comercial

### Posições nas tabelas musicais
| Tabela musical (2007)                     | Melhor posição |
| ----------------------------------------- | -------------- |
| Canadá - Canadian Albums Chart            | 24             |
| Coreia do Sul - Album Chart               | 15             |
| Escócia - Scottish Albums Chart           | 59             |
| Estados Unidos - Billboard 200            | 16             |
| Estados Unidos - Billboard Holiday Albums | 1              |
| Países Baixos - Mega Album Top 100        | 119            |
| Reino Unido - UK Albums Chart             | 55             |
| Chéquia - CZ Albums Top 100               | 95             |